# Scorzonerinae
Scorzonerinae je podtribus glavočika, dio tribusa Cichorieae. Postoji devet rodova od kojih su najznačajniji zmijak i kozja brada koji su zastupljeni i u hrvatskoj flori.

## Rodovi
1. Scorzonerinae Cass. ex Dumort.
  1. Aytacia Yıld.
  2. Tourneuxia Coss. (1 sp.)
  3. Gelasia Cass. (24 spp.)
  4. Goekyighitia Yild. (6 spp.)
  5. Cigdemia Yild. (5 spp.)
  6. Guneria Yild. (6 spp.)
  7. Bilgea Yild. (4 spp.)
  8. Turkia Yild. (1 sp.)
  9. Yildirimlia Kilic (1 sp.)
  10. Bocquetia Yild. (4 spp.)
  11. Geropogon L. (1 sp.)
  12. Tragopogon L. (125 spp.)
  13. Pterachaenia (Benth. & Hook.f.) Lipsch. (2 spp.)
  14. Lipschitzia Zaika, Sukhor. & N. Kilian (1 sp.)
  15. Koelpinia Pall. (5 spp.)
  16. Ramaliella Zaika, Sukhor. & N. Kilian (13 spp.)
  17. Epilasia (Bunge) Benth. & Hook.f. (3 spp.)
  18. Pseudopodospermum (Lipsch. & Krasch.) Kuth. (50 spp.)
  19. Takhtajaniantha Nazarova (13 spp.)
  20. Scorzonera L. (37 spp.)
  21. Scorzonera s. l. (38 spp.)